# МакГлинн, Молли
Молли МакГлинн (англ. Molly McGlynn) — канадская сценаристка и режиссер кино и телевидения. Она наиболее известна своим дебютом в художественном  фильме «Мэри возвращается», за который она получила премию Джея Скотта от Ассоциации кинокритиков Торонто.

## Ранние годы жизни
Молли МакГлинн родилась в Монреале, а когда ей было пять лет - ее семья переехала в Нью-Джерси, США. Она выросла в Соединенных Штатах Америки, но вернулась в Канаду, для обучения в университете. МакГлинн изучала кино в Университете Куинс в Кингстоне, Онтарио, а также писательское мастерство и продюсерство на телевидении в колледже Хамбер в Торонто.

## Карьера
МакГлинн начала свою карьеру с короткометражных фильмов, в том числе «Office Daydreams», «I Am Not a Weird Person», «Shoes», «Given Your History» и «3-Way (Not Calling)». В 2013 году короткометражка «Shoes» принесла ей номинацию на лучший короткометражный фильм на кинофестивале «Женский глаз». Премьера фильма «3-Way (Not Calling)» с Эммой Хантер, Кристианом Брууном и Эмили Куттс состоялась на Международном кинофестивале в Торонто в 2016 году.
Ее режиссерский дебют состоялся над фильмом «Мэри возвращается» с Аей Кэш в главной роли. Сценарий МакГлинн разработала в Канадском киноцентре. Фильм был показан в разделе Discovery на Международном кинофестивале в Торонто в 2017 году. За работу над фильмом МакГлинн получила премию Джея Скотта для начинающих кинематографистов от Ассоциации кинокритиков Торонто.
В 2018 году она снялась в эпизодах веб-сериала «Как купить ребенка», за который получила премию Indie Series Award за лучшую режиссуру — комедия на 9-й церемонии вручения наград Indie Series Awards. После чего она работала над эпизодами таких сериалов как «Работающие мамы», «Дурная кровь», «Просто нет слов», «Маленькая собака», «Повзрослевшие», «Благослови этот бардак», «Чудесные годы» и «Кенан».
МакГлинн получила резиденцию Микки Мур на Международном кинофестивале в Торонто в 2020 году. Она написала сценарий и сняла по нему фильм «Fitting In» с Мэдди Зиглер и Эмили Хэмпшир в главных ролях, премьера которого состоялась 13 марта 2023 года на South by Southwest под названием «Bloody Hell». Фильм основан на ее опыте жизни с МРКХ.